# Heinz Freitag (Politiker)
Heinz Freitag (* 6. Juli 1936 in Crimmitschau; † 12. März 2002 in Chemnitz) war ein deutscher Politiker der Sozialistischen Einheitspartei Deutschlands (SED) in der Deutschen Demokratischen Republik (DDR). Er war von 1989 bis 1990 1. Sekretär der SED-Gebietsleitung Wismut.

## Leben
Freitag, Sohn eines Arbeiters, erlernte nach der Volksschule den Beruf des Färbers und legte die Meisterprüfung ab. 1950 trat er in die Freie Deutsche Jugend (FDJ) ein. Ab 1955 arbeitete er als Brigadier im Schachtkombinat Schmichau der SDAG Wismut.
1961 trat Freitag in die SED ein, besuchte 1963/64 einen Lehrgang an der Parteihochschule „Karl Marx“ und wurde dann hauptamtlicher Funktionär. Von 1965 bis 1970 war er Erster Sekretär der FDJ-Gebietsleitung Wismut und von 1963 bis 1970 Mitarbeiter des Zentralrats der FDJ. 1971 wurde Freitag, jeweils als Nachfolger Alfred Rohdes, Zweiter und 1989 Erster Sekretär der SED-Gebietsleitung Wismut, die den Rang einer Bezirksleitung hatte.
Nach der friedlichen Revolution in der DDR verlor Freitag Anfang 1990 alle politischen Ämter.